# ヒヨドリ属
ヒヨドリ属とは、スズメ目のヒヨドリ科に属する鳥類である。
ヒヨドリ属の中にはヒヨドリと、リュウキュウヒヨドリ、タイワンヒヨドリ、ハシブトヒヨドリ、イシガキヒヨドリ、アマミヒヨドリ、オガサワラヒヨドリ、ダイトウヒヨドリが亜種として分類されています。 ヒヨドリ科の中には、クロヒヨドリ、シロガシラ属のシロガシラなども分類されています。 ヒヨドリの生息地は、日本や、日本列島周辺の朝鮮半島南部やサハリン、台湾、中国南部、フィリピン北部です.